# Lalankere, Mandya
Lalankere là một làng thuộc tehsil Mandya, huyện Mandya, bang Karnataka, Ấn Độ.